# Bitwa o tron
Bitwa o tron – musical napisany i wyreżyserowany przez Jacka Mikołajczyka z muzyką Tomasza Filipczaka. 

## Fabuła
Musical utrzymany jest w konwencji interaktywnego talent show. Ośmiu elekcyjnych królów Polski staje do konkursu o nagrodę, jaką jest tron Rzeczypospolitej Obojga Narodów. Każdy z uczestników prezentuje jedną piosenkę, dzięki której ma nadzieję przekonać do siebie publiczność. Na koniec każdego spektaklu widownia wybiera zwycięzcę poprzez głosowanie.

## Obsada[1]
- Piotr Siejka – Augustyn Kordecki
- Jacek Pluta/Marek Grabiniok – Piotr Skarga
- Karolina Gwóźdź/Magdalena Walesiak-Boryń – Maria Kazimiera
- Beatrycze Łukaszewska – Bona Sforza
- Marta Walesiak-Łabędzka – Katarzyna Wielka
- Katarzyna Walczak – Anna Wazówna
- Łukasz Szczepaniak – Henryk Walezy
- Anna Terpiłowska – Stefan Batory
- Maciej Dybowski/Hubert Waljewski – Zygmunt III Waza
- Przemysław Glapiński – Jan Kazimierz Waza
- Albert Osik – Władysław IV Waza
- Michał Konarski – Jan III Sobieski
- Marcin Wortmann – August II Mocny
- Agnieszka Rose – Stanisław August Poniatowski

## Utwory
- „Prolog" – Augustyn Kordecki, Piotr Skarga
- „Elekcyjny show" – Henryk Walezy, Stefan Batory, Zygmunt III Waza, Władysław IV Waza, Jan Kazimierz Waza, Jan III Sobiecki, August II Mocny, Stanisław August Poniatowski, Bona Sforza, Maria Kazimiera, Katarzyna Wielka, Anna Wazówna
- „Ja chcę pierwszym być" – Henryk Walezy
- „Jak wampir" – Stefan Batory
- „Najfajniejszy polski król" – Zygmunt III Waza
- „Nie chcę być twój" – Władysław IV Waza
- „Padnij i powstań" – Jan Kazimierz Waza
- „Nowy poczet" – Bona Sforza, Anna Wazówna, Maria Kazimiera, Katarzyna Wielka
- „Żoneczko" – Jan III Sobiecki, Maria Kazimiera
- „We mnie jest moc" – August II Mocny
- „Chcę cię rozebrać" – Stanisław August Poniatowski
- „Tak to z nami jest" – Augustyn Kordecki, Piotr Skarga
- „Finał" – Henryk Walezy, Stefan Batory, Zygmunt III Waza, Władysław IV Waza, Jan Kazimierz Waza, Jan III Sobiecki, August II Mocny, Stanisław August Poniatowski, Bona Sforza, Maria Kazimiera, Katarzyna Wielka, Anna Wazówna